# Comptche, California
Comptche, California (енгл. Comptche) насељено је место без административног статуса у америчкој савезној држави Калифорнија.

## Демографија
По попису из 2010. године број становника је 159.
| Група             | 2000.    | 2010.       |
| Белци             | 0 (0,0%) | 144 (90,6%) |
| Афроамериканци    | 0 (0,0%) | 0 (0,0%)    |
| Азијати           | 0 (0,0%) | 1 (0,6%)    |
| Хиспаноамериканци | 0 (0,0%) | 10 (6,3%)   |
| Укупно            | 0        | 159         |